# Lucapa
Lucapa (Lukapa) glavni je grad angolske provincije Lunda Norte. Leži na sjeveroistoku države, stotinjak kilometara od granice s Demokratskom Republikom Kongo.
Osnovna djelatnost lokalnog stanovništva je rudarstvo. U ovom se području nalazi veći broj rudnika dijamanata.
Prema procjeni iz 2010. godine, Lucapa je imala 27.924 stanovnika.